# 2240 Tsai
2240 Tsai è un asteroide della fascia principale. Scoperto nel 1978, presenta un'orbita caratterizzata da un semiasse maggiore pari a 3,1512469 UA e da un'eccentricità di 0,1535296, inclinata di 0,84217° rispetto all'eclittica.
Dal 1º giugno al 1º agosto 1980, quando 2267 Agassiz ricevette la denominazione ufficiale, è stato l'asteroide denominato con il più alto numero ordinale. Prima della sua denominazione, il primato era di 2234 Schmadel.
L'asteroide è dedicato all'astronomo taiwanese Tsai Chang-hsien.